# طائر النوء الأطلسي
طائر النوء الأطلسي (الاسم العلمي: Pterodroma  incerta) (بالإنجليزية: Atlantic  Petrel)‏ هو طائر ينتمي إلى طيور بترل (فصيلة: Procellariidae).